# الکساندر کرژاکوف
الکساندر آناتولیویچ کرژاکوف (روسی: Алекса́ндр Анато́льевич Кержако́в؛ زادهٔ ۲۷ نوامبر ۱۹۸۲) بازیکن فوتبال پیشین و سرمربی فوتبال اهل روسیه است. وی هم‌اکنون سرمربی تیم ملی زیر ۱۷ سال روسیه است.اوبا120گل بهترین گلزن تاریخ زنیت می باشد
از باشگاه‌هایی که در آن بازی کرده‌است می‌توان به زنیت سن پترزبورگ، سویا، دینامو مسکو و زوریخ اشاره کرد.
وی از سال ۲۰۰۲ برای تیم ملی فوتبال روسیه ۹۱ بازی انجام داد و ۳۰ گل به ثمر رساند و با این تیم در دو جام جهانی فوتبال و دو جام ملت‌های اروپا شرکت کرد. در سال ۲۰۱۴، او با پشت سر گذاشتن ولادیمیر بسچاستنیخ به بهترین گلزن تاریخ این تیم تبدیل شد.
کرژاکوف در ۱۳ ژوئیه ۲۰۱۷ رسماً از فوتبال خداحافظی کرد و به عنوان سرپرست جوانان زنیت آکادمی این تیم آغاز به کار کرد.

## آمار

### باشگاهی
تا تاریخ ۲۱ مه ۲۰۱۷
| باشگاه           | فصل     | لیگ        | لیگ    | جام حذفی   | جام حذفی | اروپا      | اروپا  | دیگر جام‌ها | دیگر جام‌ها | مجموع      | مجموع  |
| باشگاه           | فصل     | تعداد بازی | گل زده | تعداد بازی | گل زده   | تعداد بازی | گل زده | تعداد بازی | گل زده     | تعداد بازی | گل زده |
| ---------------- | ------- | ---------- | ------ | ---------- | -------- | ---------- | ------ | ---------- | ---------- | ---------- | ------ |
| زنیت سن پترزبورگ | ۲۰۰۱    | ۲۸         | ۶      | ۵          | ۲        | ۰          | ۰      | ۰          | ۰          | ۳۳         | ۸      |
| زنیت سن پترزبورگ | ۲۰۰۲    | ۲۹         | ۱۴     | ۲          | ۰        | ۲          | ۲      | ۰          | ۰          | ۳۳         | ۱۶     |
| زنیت سن پترزبورگ | ۲۰۰۳    | ۲۷         | ۱۳     | ۳          | ۳        | ۰          | ۰      | ۰          | ۰          | ۳۰         | ۱۶     |
| زنیت سن پترزبورگ | ۲۰۰۴    | ۲۹         | ۱۸     | ۶          | ۶        | ۷          | ۶      | ۰          | ۰          | ۴۲         | ۳۰     |
| زنیت سن پترزبورگ | ۲۰۰۵    | ۲۵         | ۷      | ۵          | ۵        | ۸          | ۳      | ۰          | ۰          | ۳۸         | ۱۵     |
| زنیت سن پترزبورگ | ۲۰۰۶    | ۲۱         | ۶      | ۲          | ۰        | ۶          | ۴      | ۰          | ۰          | ۲۹         | ۱۰     |
| زنیت سن پترزبورگ | مجموع   | ۱۵۹        | ۶۴     | ۲۳         | ۱۶       | ۲۳         | ۱۵     | ۰          | ۰          | ۲۰۵        | ۹۵     |
| سویا             | ۰۷–۲۰۰۶ | ۱۵         | ۵      | ۵          | ۰        | ۸          | ۲      | ۰          | ۰          | ۲۷         | ۷      |
| سویا             | ۰۶–۲۰۰۷ | ۱۱         | ۳      | ۳          | ۰        | ۳          | ۱      | ۲          | ۰          | ۱۹         | ۴      |
| سویا             | مجموع   | ۲۶         | ۸      | ۸          | ۰        | ۱۱         | ۳      | ۲          | ۰          | ۴۶         | ۱۱     |
| دینامو مسکو      | ۲۰۰۸    | ۲۷         | ۷      | ۲          | ۱        | ۰          | ۰      | ۰          | ۰          | ۲۹         | ۸      |
| دینامو مسکو      | ۲۰۰۹    | ۲۴         | ۱۲     | ۲          | ۲        | ۴          | ۱      | ۰          | ۰          | ۳۰         | ۱۵     |
| دینامو مسکو      | مجموع   | ۵۱         | ۱۹     | ۴          | ۳        | ۴          | ۱      | ۰          | ۰          | ۵۹         | ۲۳     |
| زنیت سن پترزبورگ | ۲۰۱۰    | ۲۸         | ۱۳     | ۳          | ۰        | ۵          | ۴      | ۰          | ۰          | ۳۶         | ۱۷     |
| زنیت سن پترزبورگ | ۱۲–۲۰۱۱ | ۳۲         | ۲۳     | ۳          | ۰        | ۷          | ۱      | ۰          | ۰          | ۴۲         | ۲۴     |
| زنیت سن پترزبورگ | ۱۳–۲۰۱۲ | ۲۳         | ۱۰     | ۰          | ۰        | ۸          | ۱      | ۰          | ۰          | ۳۱         | ۱۱     |
| زنیت سن پترزبورگ | ۱۴–۲۰۱۳ | ۱۹         | ۶      | ۱          | ۰        | ۱۱         | ۳      | ۱          | ۰          | ۳۲         | ۹      |
| زنیت سن پترزبورگ | ۱۵–۲۰۱۴ | ۱۴         | ۳      | ۱          | ۰        | ۶          | ۱      | ۰          | ۰          | ۲۱         | ۴      |
| زنیت سن پترزبورگ | ۱۷–۲۰۱۶ | ۱۳         | ۱      | ۰          | ۰        | ۳          | ۱      | ۱          | ۰          | ۱۷         | ۲      |
| زنیت سن پترزبورگ | مجموع   | ۱۲۹        | ۵۶     | ۸          | ۰        | ۴۰         | ۱۲     | ۲          | ۰          | ۱۷۹        | ۶۷     |
| زوریخ            | ۱۶–۲۰۱۵ | ۱۷         | ۵      | ۲          | ۲        | ۰          | ۰      | ۰          | ۰          | ۱۹         | ۷      |
| مجموع            | مجموع   | ۳۷۳        | ۱۵۱    | ۴۶         | ۲۱       | ۵۸         | ۲۹     | ۴          | ۰          | ۵۰۴        | ۲۰۲    |

### گل‌های ملی
| №  | تاریخ      | محل برگزاری                                | حریف          | امتیاز | نتیجه | رقابت                               |
| -- | ---------- | ------------------------------------------ | ------------- | ------ | ----- | ----------------------------------- |
| ۱  | ۲۰۰۲-۰۸-۲۱ | Lokomotiv Stadium, مسکو، روسیه             | سوئد          | ۱–۰    | ۱–۱   | دوستانه                             |
| ۲  | ۲۰۰۲-۰۹-۰۷ | Lokomotiv Stadium, مسکو، روسیه             | جمهوری ایرلند | ۳–۱    | ۴–۲   | مرحله مقدماتی جام ملت‌های اروپا ۲۰۰۴ |
| ۳  | ۲۰۰۲-۱۰-۱۶ | ورزشگاه مرکزی، ولگوگراد، روسیه             | آلبانی        | ۱–۰    | ۴–۱   | مرحله مقدماتی جام ملت‌های اروپا ۲۰۰۴ |
| ۴  | ۲۰۰۵-۰۳-۲۶ | ورزشگاه راین پارک، فادوتس، لیختن‌اشتاین     | لیختن‌اشتاین   | ۰–۱    | ۱–۲   | 2006 FIFA World Cup qualification   |
| ۵  | ۲۰۰۵-۰۹-۰۳ | Lokomotiv Stadium, Moscow, Russia          | لیختن‌اشتاین   | ۱–۰    | ۲–۰   | 2006 FIFA World Cup qualification   |
| ۶  | ۲۰۰۵-۰۹-۰۳ | Lokomotiv Stadium, مسکو، روسیه             | لیختن‌اشتاین   | ۲–۰    | ۲–۰   | 2006 FIFA World Cup qualification   |
| ۷  | ۲۰۰۵-۱۰-۰۸ | Lokomotiv Stadium, مسکو، روسیه             | لوکزامبورگ    | ۲–۰    | ۵–۱   | 2006 FIFA World Cup qualification   |
| ۸  | ۲۰۰۷-۰۳-۲۴ | ورزشگاه آ. له کوک آرنا، تالین، استونی      | استونی        | ۰–۱    | ۰–۲   | مرحله مقدماتی جام ملت‌های اروپا ۲۰۰۸ |
| ۹  | ۲۰۰۷-۰۳-۲۴ | ورزشگاه آ. له کوک آرنا، تالین، استونی      | استونی        | ۰–۲    | ۰–۲   | مرحله مقدماتی جام ملت‌های اروپا ۲۰۰۸ |
| ۱۰ | ۲۰۰۷-۰۶-۰۲ | Petrovsky Stadium, سن پترزبورگ، روسیه      | آندورا        | ۱–۰    | ۴–۰   | مرحله مقدماتی جام ملت‌های اروپا ۲۰۰۸ |
| ۱۱ | ۲۰۰۷-۰۶-۰۲ | Petrovsky Stadium, سن پترزبورگ، روسیه      | آندورا        | ۲–۰    | ۴–۰   | مرحله مقدماتی جام ملت‌های اروپا ۲۰۰۸ |
| ۱۲ | ۲۰۰۷-۰۶-۰۲ | Petrovsky Stadium, سن پترزبورگ، روسیه      | آندورا        | ۳–۰    | ۴–۰   | مرحله مقدماتی جام ملت‌های اروپا ۲۰۰۸ |
| ۱۳ | ۲۰۰۷-۰۹-۰۸ | Lokomotiv Stadium, مسکو، روسیه             | مقدونیه شمالی | ۳–۰    | ۳–۰   | مرحله مقدماتی جام ملت‌های اروپا ۲۰۰۸ |
| ۱۴ | ۲۰۰۹-۰۶-۱۰ | ورزشگاه المپیک هلسینکی، هلسینکی، فنلاند    | فنلاند        | ۰–۱    | ۰–۳   | مرحله مقدماتی جام جهانی فوتبال ۲۰۱۰ |
| ۱۵ | ۲۰۰۹-۰۶-۱۰ | ورزشگاه المپیک هلسینکی، هلسینکی، فنلاند    | فنلاند        | ۰–۲    | ۰–۳   | مرحله مقدماتی جام جهانی فوتبال ۲۰۱۰ |
| ۱۶ | ۲۰۱۰-۱۰-۰۸ | ورزشگاه آویوا، دوبلین، ایرلند              | جمهوری ایرلند | ۰–۱    | ۲–۳   | مرحله مقدماتی جام ملت‌های اروپا ۲۰۱۲ |
| ۱۷ | ۲۰۱۰-۱۰-۱۲ | ورزشگاه فیلیپ دوم، اسکوپیه، جمهوری مقدونیه | مقدونیه شمالی | ۰–۱    | ۰–۱   | مرحله مقدماتی جام ملت‌های اروپا ۲۰۱۲ |
| ۱۸ | ۲۰۱۲-۰۵-۲۵ | Lokomotiv Stadium, مسکو، روسیه             | اروگوئه       | ۱–۱    | ۱–۱   | دوستانه                             |
| ۱۹ | ۲۰۱۲-۰۶-۰۱ | ورزشگاه لتزیگراند، زوریخ، سوئیس            | ایتالیا       | ۰–۱    | ۰–۳   | دوستانه                             |
| ۲۰ | ۲۰۱۲-۰۹-۱۱ | ورزشگاه ملی، رمت گن، اسرائیل               | اسرائیل       | ۰–۱    | ۰–۴   | مرحله مقدماتی جام جهانی فوتبال ۲۰۱۴ |
| ۲۱ | ۲۰۱۲-۰۹-۱۱ | ورزشگاه ملی، رمت گن، اسرائیل               | اسرائیل       | ۰–۳    | ۰–۴   | مرحله مقدماتی جام جهانی فوتبال ۲۰۱۴ |
| ۲۲ | ۲۰۱۲-۱۰-۱۲ | ورزشگاه لوژنیکی، مسکو، روسیه               | پرتغال        | ۱–۰    | ۱–۰   | مرحله مقدماتی جام جهانی فوتبال ۲۰۱۴ |
| ۲۳ | ۲۰۱۳-۰۹-۰۶ | Central Stadium, Kazan, Russia             | لوکزامبورگ    | ۳–۰    | ۴–۱   | مرحله مقدماتی جام جهانی فوتبال ۲۰۱۴ |
| ۲۴ | ۲۰۱۳-۱۰-۱۱ | Stade Josy Barthel, Luxembourg, Luxembourg | لوکزامبورگ    | ۰–۴    | ۰–۴   | مرحله مقدماتی جام جهانی فوتبال ۲۰۱۴ |
| ۲۵ | ۲۰۱۴-۰۵-۲۶ | Petrovsky Stadium, سن پترزبورگ، روسیه      | اسلواکی       | ۱–۰    | ۱–۰   | دوستانه                             |
| ۲۶ | ۲۰۱۴-۰۶-۱۸ | ورزشگاه آرنا پانتانال، کویابا، برزیل       | کرهٔ جنوبی     | ۱–۱    | ۱–۱   | جام جهانی فوتبال ۲۰۱۴               |
| ۲۷ | ۲۰۱۴-۰۹-۰۳ | ورزشگاه آرنا خیمکی، خیمکی، روسیه           | آذربایجان     | ۱–۰    | ۴–۰   | دوستانه                             |
| ۲۸ | ۲۰۱۴-۰۹-۰۳ | ورزشگاه آرنا خیمکی، خیمکی، روسیه           | آذربایجان     | ۲–۰    | ۴–۰   | دوستانه                             |
| ۲۹ | ۲۰۱۴-۱۱-۱۸ | Groupama Arena , بوداپست، مجارستان         | مجارستان      | ۰–۲    | ۱–۲   | دوستانه                             |
| ۳۰ | ۲۰۱۵-۰۶-۰۷ | ورزشگاه آرنا خیمکی، خیمکی، روسیه           | بلاروس        | ۴–۲    | ۴–۲   | دوستانه                             |

## افتخارات

### باشگاهی
زنیت سن پترزبورگ
- لیگ برتر فوتبال روسیه: ۲۰۱۰، ۱۲–۲۰۱۱، ۱۵–۲۰۱۴
- جام حذفی فوتبال روسیه: ۱۰–۲۰۰۹
- سوپر جام فوتبال روسیه: ۲۰۱۱، ۲۰۱۶

سویا
- لیگ اروپا: ۰۷–۲۰۰۶
- کوپا دل ری: ۰۷–۲۰۰۶
- سوپر جام فوتبال اسپانیا: ۲۰۰۷

زوریخ
- جام حذفی فوتبال سوئیس: ۱۶–۲۰۱۵

### فردی
- بهترین گلزن لیگ برتر فوتبال روسیه: ۲۰۰۴